# Montagnazza
La Montagnazza (o Montagnassa) è una montagna del Piemonte alta 892 m s.l.m.; fa parte delle Alpi del Monginevro nelle Alpi Cozie.

## Descrizione

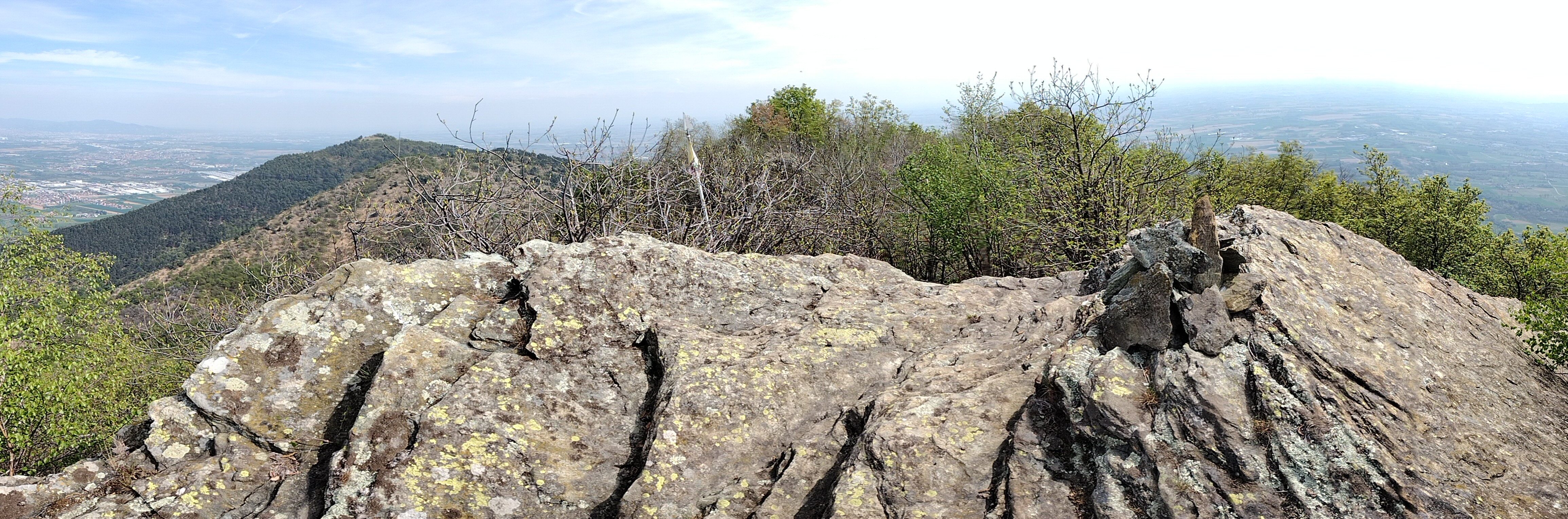
Panorama dalla cima del monte

La montagna si trova sullo spartiacque che separa la Val Chisola (a sud) da una conca aperta sulla pianura compresa tra Piossasco e Sangano. Il crinale occidentale, dopo una elevazione senza nome a quota 677 m, si biforca. Uno dei due rami scende al Colle di Damone e prosegue poi in direzione del Truc le Creste, mentre il secondo ramo si collega con la Pietraborga. Il crinale sud-est invece, dopo il Colle di Prè, risale ai Rôcàs e raggiunge poi il Monte San Giorgio. 
Amministrativamente la Montagnazza ricade in comune di Piossasco. Il suo punto culminante è segnalato da un ometto di pietrame, a breve distanza dal quale si trova un segnale metallico. Sul versante sud, non molto lontano dalla cima, si trova la Pera Luvera, un massiccio torrione roccioso sulla cui cima appiattita sorge un pilone votivo.

## Geologia
La Montagnazza da un punto di vista geologico è formata principalmente di ovardite, un particolare tipo di prasinite.

## Storia
Alle 11:38 del 5 dicembre 1987, su un costone immerso nella nebbia della Montagnassa, avvenne un mortale incidente aereo che coinvolse il "Cessna 172" sul quale viaggiava il giornalista e dirigente sportivo Pier Cesare Baretti, che vi trovò la morte all'età di 48 anni.

## Accesso alla cima

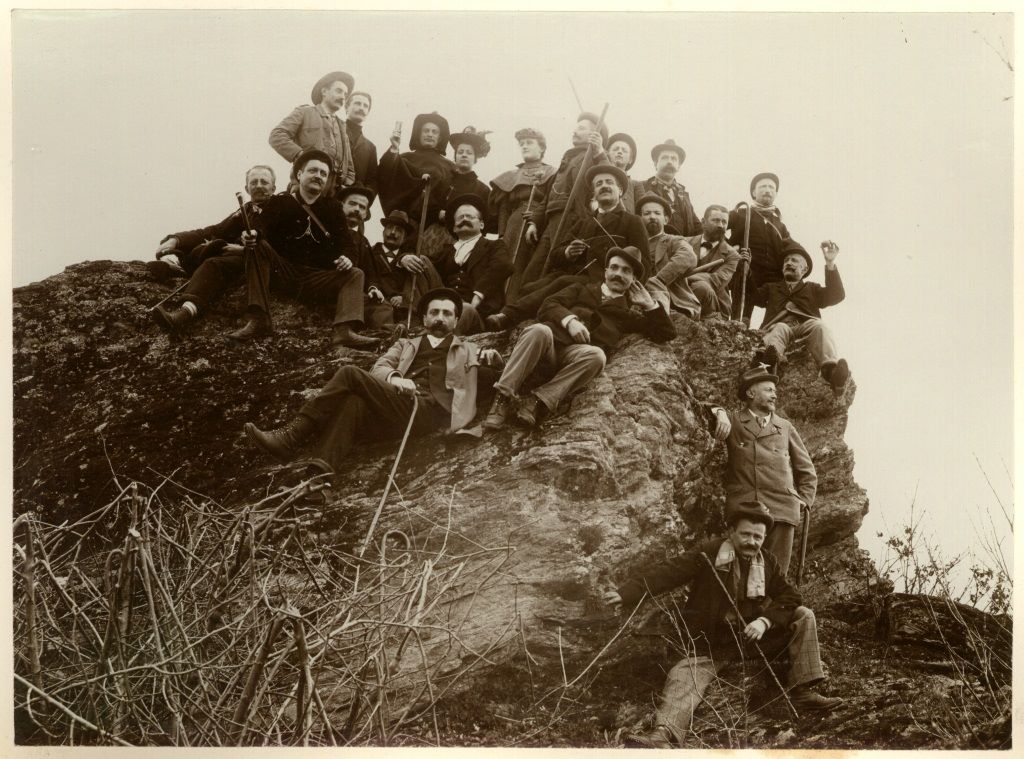
1909: escursionisti sulla cima del monte (foto di Mario Gabinio)

L'accesso alla cima della montagna è di tipo escursionistico. È possibile arrivarci partendo dalla Colletta di Cumiana e percorrendo per sentiero in modo abbastanza fedele il crimale Val Sangone/Val Chisola. Più breve è la salita dalla frazione Campetto (Piossasco).

## Cartografia
- 6 - Pinerolese Val Sangone, scala 1:25.000, ed. Fraternali, Ciriè
- 17 - Torino Pinerolo e Bassa Val di Susa, scala 1:50.000, ed. IGC - Istituto Geografico Centrale